# Koukolík (planetka)
(10213)  Koukolík je planetka nacházející se ve vnitřním hlavním pásu asteroidů obíhající Slunce mezi drahami Marsu a Jupiteru. Planetku objevili Miloš Tichý a Zdeněk Moravec 10. září 1997 na kleťské observatoři. Centrem pro sledování planetek byla předběžně označená jako 1997 RK7. Z kleťské observatoře pak byly pozice planetky monitorovány více než čtyřicetkrát, až do 21. prosince 1997. Společně s dalším monitoringem planetky to umožnilo výpočet její dráhy, potřebný k udělení definitivního pořadového čísla. K tomu došlo 2. března 1999, kdy bylo planetce přiděleno číslo (10213). Pojmenování na počest Františka Koukolíka (* 1941), českého neuropatologa, který se zabývá vztahem mezi mozkem a lidským chováním, podpořila i Jana Tichá. Poprvé bylo zveřejněno v Minor PLanet Circulars 4. května 1999.
Podle databáze LCDB (Asteroid Lightcurve Database) je planetka součástí široké skupiny označované jako 9104 MB-inner, pohybující se na vnitřní straně hlavního pásu, s asteroidy spektrálního typu S s průměrným albedem 0,2.

## Oběžná dráha a fyzické vlastnosti
(10213) Koukolík je asteroid spektrální třídy S, který oběhne Slunce ve vzdálenosti od 1,7929 do 3,0757 au jednou za 1 387,3 dní (více než 3,7 let). Jeho eliptická oběžná dráha s velkou poloosou 2,4343 au má excentricitu 0,2634 a inklinaci 7,1859° vůči ekliptice se středním denním pohybem o 0,2594°. Vyhodnocení snímků sond WISE a NEOWISE dospěla v roce 2011 a 2019  k obdobným závěrům, že rovníkový průměr asteroidu je přibližně 3,409 km při albedu 0,348 a absolutní magnitudě 14,1 mag. Studie z roku 2020, zpracovávající prvotní data z teleskopu TESS, vypočetla rotační periodu planetky na 24,1508 hodiny.

## Pozorování planetky
K prvnímu zaznamenanému pozorování planetky došlo na observatoři Krym-Naučnyj již 9. srpna 1978. Ze stejné observatoře byla pozorovaná ještě 2. října 1978 a 21. října 1982 a ve všech třech případech byla Centru pro sledování planetek nahlášena jako nová planetka. Tím získala předběžná označení 1978 PH4, 1978 TW a 1982 UT8. Teprve po získání dostatečného množství informací bylo možné tyto "tři" planetky a planetku 1997 RK7 ztotožnit v jednu. Od roku 1978 došlo k více než 2 800 zaznamenaným pozorováním planetky z 23 pozic.